# Campionato francese di rugby a 15 1943-1944
Le campionato francese di rugby a 15 1943-1944 fu vinto dall'USA Perpignan che batté il Bayonne in finale.

## Formula e contesto
Il campionato fu disputato da 96 club divisi in dodici gruppi di 9
Le prime due di ogni girone venivano qualificate al secondo turno (quattro poule da sei)
Le prime due di ogni poule qualificate per i quarti di finale a partita secca
La Coppa di Francia di rugby a 15 fu vinta dal TOEC che superò lo SBUC in finale.

## Finale
| Arbitro: | Louis Murail |

| |            | |
| mete: Trilles, Conte Teulière, Got Desclaux, Trescazes trasf.: Puig-Aubert | Marcatori  | mete: Dauger trasf.: Elissalde |
| Louis Carrère Albert Conte Michel Trilles Lucien Barris Ambroise Ulma Jacques Palat Jean Barande Marcel Blanc Joseph Crespo Hubert Marty Fernand Got Jean Teulière Joseph Desclaux Frédéric Trescazes Robert Puig-Aubert | Formazioni | Sébastien Carvalho Ricardo Perez Jean Casteigt Jean Dumas Louis Bizauta Pierre Labèque Félix Boudon André Goutenègre Jean Dubalen Michel Salinas E.Elissalde Maurice Celhay Jean Dauger Pierre Larre André Alvarez |